# Сферозоми
Сферозоми су  ћелијске органеле обавијене једном мембраном и богате мастима.

## Историјат
Сферозоме је први описао Ханштајн још 1880. године којима је дао назив микрозоми. Сферозоми су често били занемариени или замењивани разним мртвим плазматичним инклузијама.
Од Хајнштајновог назива  "микрозоми" за ова телашца се касније одустало када Клод 1943. године као микрозоми означио друге, сасвим одређене  структуре а телашца која је Хајнштајн описао, Пернер је 1953. године назвао Сферозоми.

## Изглед
Сферозоми су слични масним капљицама.Оне се боје, као и капљице уља, обичним бојама које се користе за бојење масти. Капљице уља и других липида се тешко разликују од сферозома, па се једина разлика уочцава када се препарати посматрају под микроскопом. Из тог разолга изведена су испитивања сферозома из епидермалних ћелија љуспастих листова црног лука (Alluim cepa) и ткива колеоризе кукуруза (Zea mays) и капљица уља из семена Sinapis alba и Brassica napus. Утврђено је да се величине и једних и других  честица налази у међусобно сличним границама и да има сличну елементарну мембрану, која је производ  ендоплазматичног ретикулума. Зрнаста структура указује на то да се у њима налази  беланчевинаста  строма.

## Ток развића
Процес почиње нагомилавањем  осимиофлне материје на завршецима задебљаних нити ендоплазматичног ретикулума. Затим се од ових одвајају телашца окрузена једном мембраном, која се убрзо увећава, достижући пречник од 100 до 150 нанометара. У овом стадијуму развића сферозома се разликује се разликује њихова зрнаста структура. То су просферозоми, који се даље развијају у Сферозоме. У почетним фазама формирање уљаних капљица иде потпуно истим путем на основу чега је доказамо да уљане капљице потичу од сферозома. У следећој фази у центру сферозома се уочавају светла места што је повезано са нагомилавањем масти. У наредној фази зранаста структура сферозома полако нестаје и на крају настаје хомогена капљица покривена једном елементарном мембраном. Мембране које окупљаују капљице спречавају њихово међусобно слепљивање.Сферозоми показују такву ферментативну активност да се могу упоредити са протпластидима и леукопластидима, који синтетишу скроб. Скробна зрна при сазревању у потпуности испуњавају пластид и бивају само покривена мембраном пластида.

## Опште одлике
Лоптастог су облика. Ако синтетишу масти, онда поседују за то неопходне ферменте.
Њихова функција је да стврарају масти.